# Vojtěch Luža

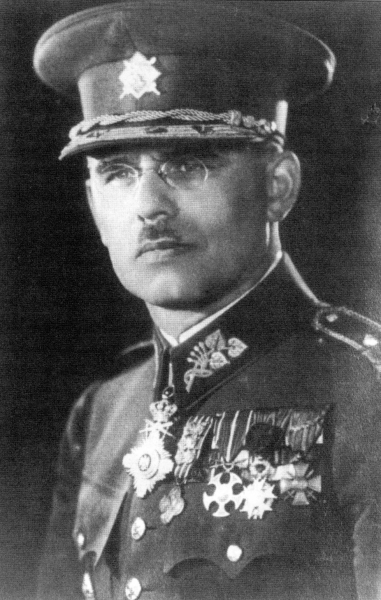
Vojtěch Luža in der Zwischenkriegszeit

Vojtěch Luža (* 26. März 1891 in Uherský Brod; † 2. Oktober 1944 in Hřiště, Ortsteil von Přibyslav), später mit vollem Namen Vojtěch Boris Luža, war tschechoslowakischer Soldat, Legionär, Armeegeneral in memoriam in der Tschechoslowakischen Armee, und als Mitglied von Widerstandsgruppen wie Obrana národa eine Persönlichkeit des tschechoslowakischen Widerstandes 1939–1945 gegen den Nationalsozialismus.

## Leben
Nach der Realschule besuchte Vojtěch Luža acht Semester die Technische Hochschule in Brünn, nach dem Ausbruch des Ersten Weltkriegs musste er das Studium beenden und schlug 1914 den Weg eines Berufssoldaten ein. Nach einem Kurs für Offiziere in Reserve wurde er im November 1914 an die russische Ostfront abkommandiert. Nach seiner Gefangennahme meldete er sich in die freiwillige serbische Division und danach, im Januar 1917, in die Tschechoslowakischen Legionen, wo er einige Befehlshaberposten innehatte und unter anderem an der Schlacht bei Zborów teilnahm. In Russland trat er der orthodoxen Kirche bei und nahm den zweiten Vornamen Boris an. Im April 1920 kehrte er mit dem Dienstgrad eines Oberstleutnants in die Tschechoslowakei zurück.
In Prag befehligte Vojtěch Luža ein Infanterieregiment und besuchte danach die Vysoká škola válečná (Kriegshochschule) in Prag (bis 1923). 1923 bis 1929 war er im Generalstab tätig, vom Januar 1930 bis Februar 1930 befehligte er diverse Einheiten in Ružomberok und wurde anschließend stellvertretender Leiter der Kriegshochschule, ab 1932 Leiter derselben. Es folgten einige Befehlshaberposten in Trenčín und Olmütz. Ab November 1937 war er Landesbefehlshaber in Brünn. Während der allgemeinen Mobilisierung im Herbst 1938 war er Befehlshaber der bei Olmütz stationierten II. Tschechoslowakischen Armee in Mähren.
Nach der Besetzung des Landes durch die Wehrmacht und der Ausrufung des Protektorats Böhmen und Mähren im März 1939 schloss sich Luža dem Widerstand an. Er arbeitete in leitenden Organen der Gruppe Obrana národa und unterhielt als solcher enge Kontakte zum Ministerpräsidenten des Protektorats Böhmen und Mähren, General Alois Eliáš, der mit dem Widerstand zusammenarbeitete. Ebenfalls arbeitete er in der Widerstandsgruppe Petiční výbor Věrni zůstaneme und unterhielt Kontakte zur Gruppe Parsifal. Nachdem beide Gruppen durch Verhaftungen enorm geschwächt wurden, baute er u. a. mit Karel Veselý-Stainer und Josef Grňa die Folgeorganisation Přípravný revoluční národní výbor PRNV auf, ab April dann auch Jaro und vor allem Rada Tří, deren Befehlshaber er wurde. Luža war im Gespräch als Befehlshaber des gesamten bewaffneten Widerstandes im Protektorat.

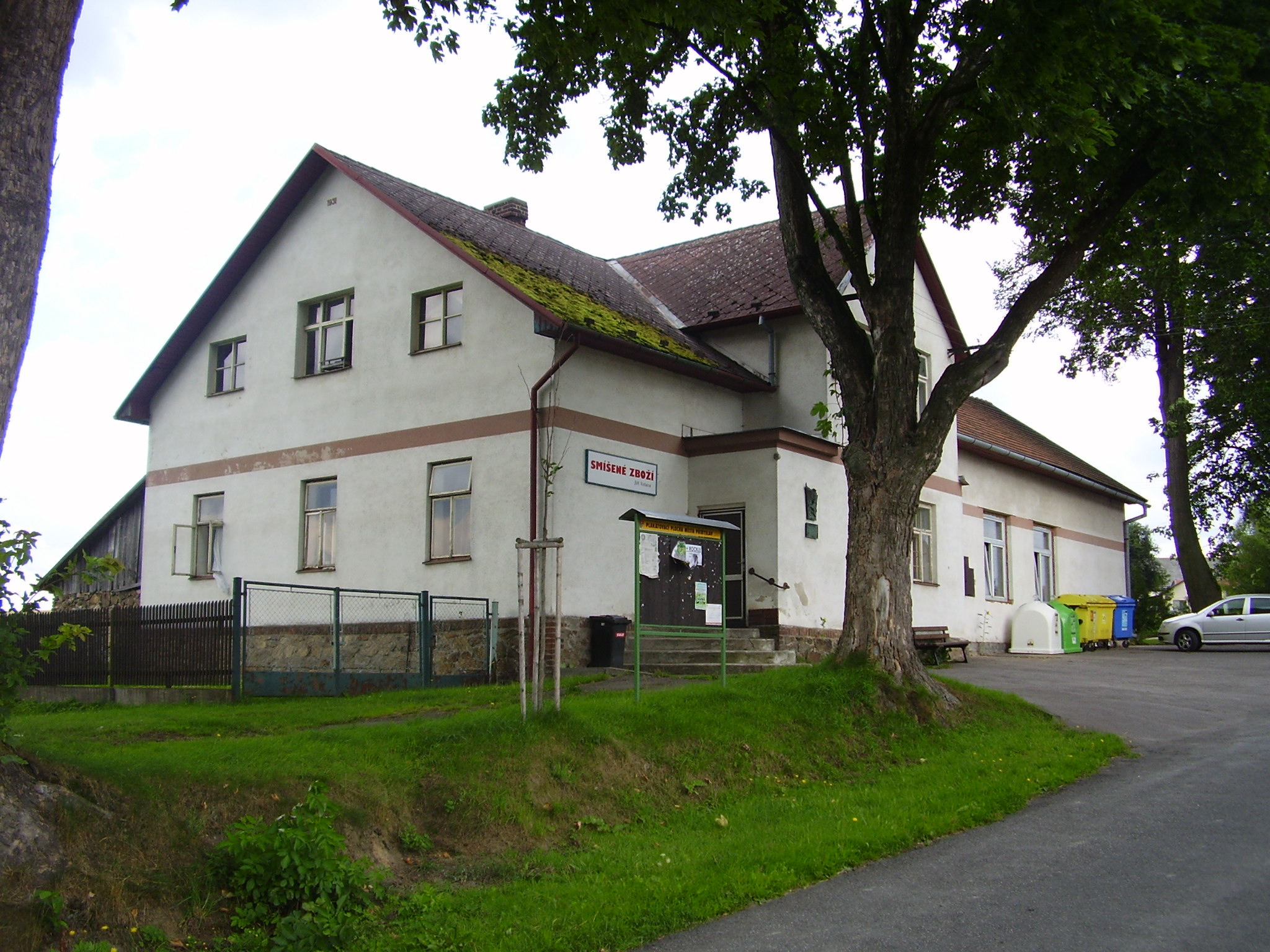
Gaststätte „U Němců“ in Hřiště, wo Luža erschossen wurde

Ab Mitte 1944 widmete sich Luža Vorbereitungen eines Aufstandes und Partisanenkampfes, wie sie parallel auch in der Slowakei stattfanden, was dort später zum Slowakischen Nationalaufstand führte, und forderte von der Exilregierung in London Lieferungen von Waffen an. Bei einer Reise zwischen zwei Stützpunkten wurden er und sein Adjutant Josef Koreš jedoch infolge eines Verrats in einer Gaststätte in Hřiště (heute Ortsteil von Přibyslav) am 2. Oktober 1944 gestellt und durch Protektoratspolizei erschossen.

## Beförderungen
Lužas militärische Karriere verlief in folgenden Schritten:
- am 1. August 1918 Beförderung zum Kapitän
- am 6. November 1918 zum Major
- am 1. April 1920 zum Oberstleutnant
- am 10. Januar 1924 zum Oberst
- am 7. Juli 1929 zum Brigadegeneral
- am 1. Juli 1934 zum Divisionsgeneral
- im Oktober 1946 zum Armeegeneral in memoriam (rückwirkend zum 1. Mai 1944[6])

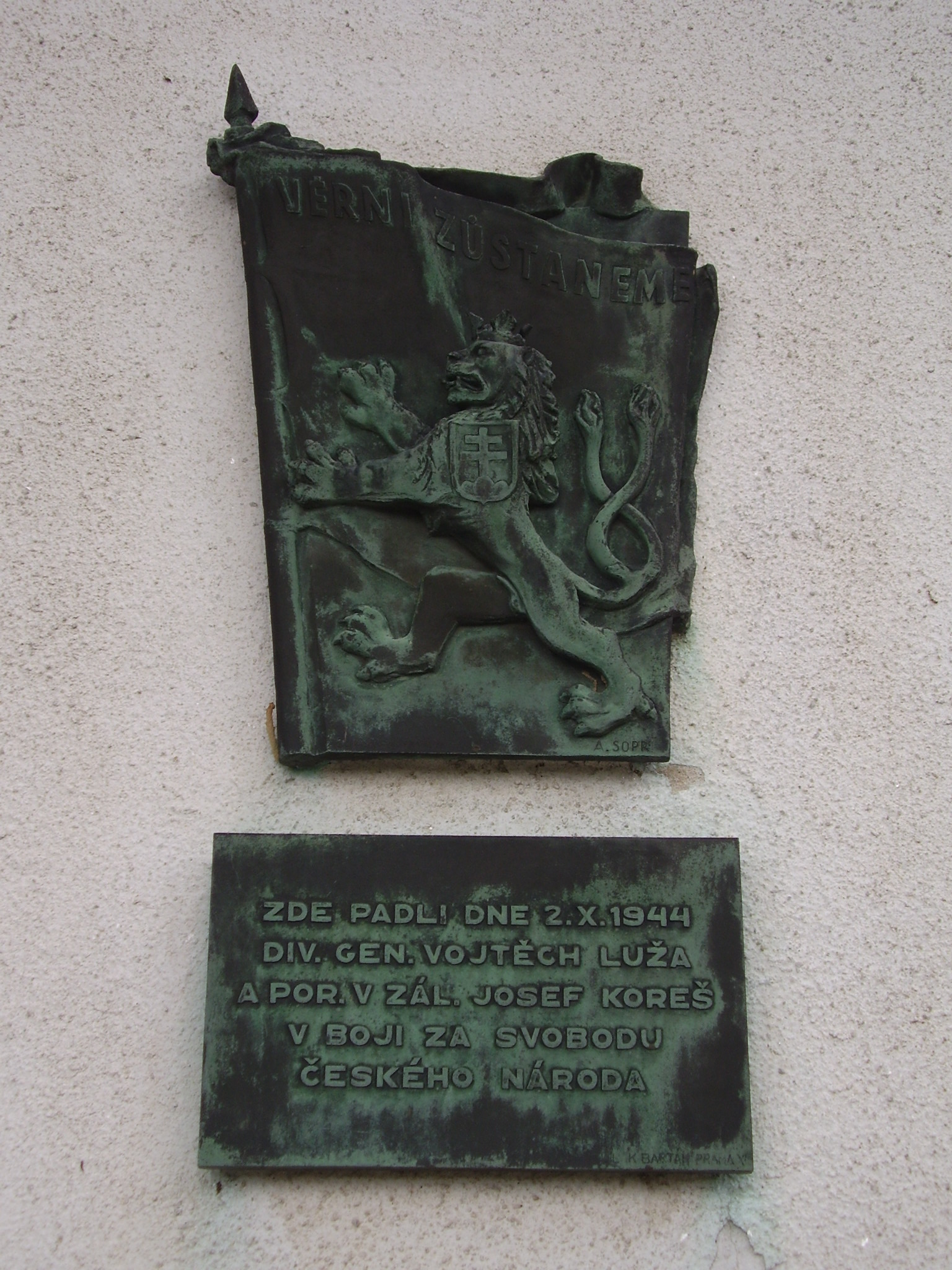
Gedenktafel für V. Luža und J. Koreš an der ehemaligen Gaststätte in Hřiště

## Auszeichnungen
Vojtěch Luža erhielt zahlreiche Auszeichnungen, von denen hier eine Auswahl genannt wird:
- Tschechoslowakisches Kriegskreuz 1914–1918
- Tschechoslowakische Revolutionsmedaille
- Tschechoslowakische Interalliierte Siegesmedaille 1919
- Ehrenlegion (Ordre national de la Légion d'Honneur – Chevalier, Officier)
- Croix de guerre 1914–1918 avec palme
- Russischer Orden der Heiligen Anna
- Orden des Heiligen Wladimir
- St.-Sava-Orden
- Ordinul Steau Romäniei eu spade in gradul de Commandor
- La Croce al Merito di Guerra
- Tschechoslowakisches Kriegskreuz 1939